# Carlo Holse
Carlo Holse (Dinamarca, 2 de junio de 1999) es un futbolista danés que juega de delantero en el Samsunspor de la Superliga de Turquía.

## Trayectoria
Debutó en la Superliga de Dinamarca con el F. C. Copenhague el 23 de septiembre de 2017 en un partido contra el Silkeborg IF.
El 30 de enero de 2019 se confirmó que sería cedido al Esbjerg fB de la Superliga de Dinamarca por el resto de la temporada. Según las fuentes, el Esbjerg ya había intentado ficharlo en el verano de 2018.
El 31 de enero de 2020 firmó un contrato de cuatro años con el Rosenborg B. K.

## Selección nacional
En noviembre de 2020 fue convocado con la selección absoluta de Dinamarca de Kasper Hjulmand para el partido amistoso contra Suecia debido a varias bajas de, entre otros, los jugadores de la selección danesa que jugaban en Inglaterra, debido a las restricciones por COVID-19, así como a un caso de COVID-19 en la plantilla, que había puesto en cuarentena a varios jugadores de la selección. Se quedó en el banquillo en el partido contra Suecia.

## Estadísticas

### Clubes
Actualizado al último partido disputado el 29 de mayo de 2023.
| Club                       | Div.          | Temporada     | Liga  | Liga  | Liga   | Copas nacionales | Copas nacionales | Copas nacionales | Copas internacionales | Copas internacionales | Copas internacionales | Total | Total | Total  |
| Club                       | Div.          | Temporada     | Part. | Goles | Asist. | Part.            | Goles            | Asist.           | Part.                 | Goles                 | Asist.                | Part. | Goles | Asist. |
| -------------------------- | ------------- | ------------- | ----- | ----- | ------ | ---------------- | ---------------- | ---------------- | --------------------- | --------------------- | --------------------- | ----- | ----- | ------ |
| F. C. Copenhague Dinamarca | 1.ª           | 2016-17       | 0     | 0     | 0      | 1                | 0                | 0                | 0                     | 0                     | 0                     | 1     | 0     | 0      |
| F. C. Copenhague Dinamarca | 1.ª           | 2017-18       | 8     | 0     | 0      | 1                | 2                | 0                | 2                     | 0                     | 0                     | 11    | 2     | 0      |
| F. C. Copenhague Dinamarca | 1.ª           | 2018-19       | 10    | 1     | 1      | 0                | 0                | 0                | ―                     | ―                     | ―                     | 10    | 1     | 1      |
| Esbjerg fB Dinamarca       | 1.ª           | 2018-19       | 14    | 3     | 0      | 1                | 0                | 0                | ―                     | ―                     | ―                     | 15    | 3     | 0      |
| Esbjerg fB Dinamarca       | Total club    | Total club    | 14    | 3     | 0      | 1                | 0                | 0                | 0                     | 0                     | 0                     | 15    | 3     | 0      |
| F. C. Copenhague Dinamarca | 1.ª           | 2019-20       | 9     | 0     | 2      | 1                | 0                | 0                | 7                     | 0                     | 0                     | 17    | 0     | 2      |
| F. C. Copenhague Dinamarca | Total club    | Total club    | 27    | 1     | 3      | 3                | 2                | 0                | 9                     | 0                     | 0                     | 39    | 3     | 3      |
| Rosenborg B. K. · Noruega  | 1.ª           | 2020          | 30    | 5     | 4      | 0                | 0                | 0                | ―                     | ―                     | ―                     | 30    | 5     | 4      |
| Rosenborg B. K. · Noruega  | 1.ª           | 2021          | 29    | 7     | 6      | 2                | 1                | 1                | 4                     | 1                     | 0                     | 35    | 9     | 7      |
| Rosenborg B. K. · Noruega  | 1.ª           | 2022          | 28    | 3     | 14     | 3                | 2                | 0                | 6                     | 1                     | 0                     | 37    | 6     | 14     |
| Rosenborg B. K. · Noruega  | 1.ª           | 2023          | 5     | 1     | 0      | 0                | 0                | 0                | ―                     | ―                     | ―                     | 5     | 1     | 0      |
| Rosenborg B. K. · Noruega  | Total club    | Total club    | 92    | 16    | 24     | 5                | 3                | 1                | 10                    | 2                     | 0                     | 107   | 21    | 25     |
| Total carrera              | Total carrera | Total carrera | 133   | 20    | 27     | 9                | 5                | 1                | 19                    | 2                     | 0                     | 161   | 27    | 28     |